# River Heights (Utah)
River Heights je město v okresu Cache County ve státě Utah ve Spojených státech amerických. K roku 2020 zde žilo 2 144 obyvatel a s celkovou rozlohou 1,6 km² byla hustota zalidnění 1 306 obyvatel na km².